# Шас
Шас је насеље у општини Улцињ у Црној Гори. Према попису из 2003. било је 268 становника (према попису из 1991. било је 355 становника).

## Демографија
У насељу Шас живи 196 пунолетних становника, а просечна старост становништва износи 38,0 година (37,6 код мушкараца и 38,4 код жена). У насељу има 63 домаћинства, а просечан број чланова по домаћинству је 4,25.
Ово насеље је у потпуности насељено Албанцима (према попису из 2003. године).
|  |

| Демографија | Демографија | Демографија |
| Година      | Становника  | Становника  |
| ----------- | ----------- | ----------- |
|             |             |             |
|             |             |             |
|             |             |             |
|             |             |             |
| 1948.       | 207         |             |
| 1953.       | 226         |             |
| 1961.       | 249         |             |
| 1971.       | 277         |             |
| 1981.       | 329         |             |
| 1991.       | 355         | 270         |
| 2003.       | 414         | 268         |
|             |             |             |

| Етнички састав према попису из 2003.‍ | Етнички састав према попису из 2003.‍ | Етнички састав према попису из 2003.‍ | Етнички састав према попису из 2003.‍ | Етнички састав према попису из 2003.‍ |
| ------------------------------------ | ------------------------------------ | ------------------------------------ | ------------------------------------ | ------------------------------------ |
|                                      |                                      |                                      |                                      |                                      |
| Албанци                              | Албанци                              |                                      | 268                                  | 100,0%                               |
| непознато                            | непознато                            |                                      | 0                                    | 0,0%                                 |

| Година пописа     | 1948. | 1953. | 1961. | 1971. | 1981. | 1991. | 2003. |
| ----------------- | ----- | ----- | ----- | ----- | ----- | ----- | ----- |
| Број домаћинстава | 30    | 30    | 32    | 39    | 59    | 68    | 76    |

| Број чланова      | 1  | 2 | 3  | 4 | 5  | 6  | 7 | 8 | 9 | 10 и више | Просек |
| ----------------- | -- | - | -- | - | -- | -- | - | - | - | --------- | ------ |
| Број домаћинстава | 63 | 4 | 14 | 3 | 13 | 14 | 8 | 3 | 2 | 1         | 1      |

| Пол    | Укупно | Неожењен/Неудата | Ожењен/Удата | Удовац/Удовица | Разведен/Разведена | Непознато |
| ------ | ------ | ---------------- | ------------ | -------------- | ------------------ | --------- |
| Мушки  | 105    | 27               | 78           | 0              | 0                  | 0         |
| Женски | 104    | 9                | 80           | 14             | 1                  | 0         |
| УКУПНО | 209    | 36               | 158          | 14             | 1                  | 0         |

| Пол    | Укупно                    | Пољопривреда, лов и шумарство | Рибарство                            | Вађење руде и камена | Прерађивачка индустрија       |
| ------ | ------------------------- | ----------------------------- | ------------------------------------ | -------------------- | ----------------------------- |
| Мушки  | 46                        | 14                            | 1                                    | 3                    | 2                             |
| Женски | 6                         | 0                             | 0                                    | 0                    | 2                             |
| УКУПНО | 52                        | 14                            | 1                                    | 3                    | 4                             |
| Пол    | Производња и снабдевање   | Грађевинарство                | Трговина                             | Хотели и ресторани   | Саобраћај, складиштење и везе |
| Мушки  | 2                         | 3                             | 4                                    | 8                    | 1                             |
| Женски | 0                         | 0                             | 1                                    | 0                    | 0                             |
| УКУПНО | 2                         | 3                             | 5                                    | 8                    | 1                             |
| Пол    | Финансијско посредовање   | Некретнине                    | Државна управа и одбрана             | Образовање           | Здравствени и социјални рад   |
| Мушки  | 0                         | 1                             | 3                                    | 3                    | 0                             |
| Женски | 0                         | 0                             | 0                                    | 1                    | 1                             |
| УКУПНО | 0                         | 1                             | 3                                    | 4                    | 1                             |
| Пол    | Остале услужне активности | Приватна домаћинства          | Екстериторијалне организације и тела | Непознато            | Непознато                     |
| Мушки  | 1                         | 0                             | 0                                    | 0                    | 0                             |
| Женски | 0                         | 0                             | 0                                    | 1                    | 1                             |
| УКУПНО | 1                         | 0                             | 0                                    | 1                    | 1                             |